# Peter van Tour
Peter Marcel van Tour, född 16 juni 1966 i Oud-Vossemeer i Nederländerna, är en nederländsk musikpedagog, musikvetare och musikteoretiker. Som musikvetare och musikteoretiker, har Peter van Tour specialiserat sig i gehörspedagogik, kontrapunkt och historisk improvisation.
Han studerade kördirigering för Cees Rotteveel och musikpedagogik för bland andra Jan Michelse (masterexamen 1988) vid Brabants Konservatorium i Tilburg, studerade därefter musikvetenskap vid universitetet i Utrecht (masterexamen 1990) och musikteori i Stockholm (masterexamen 2008). Därutöver studerade han kyrkomusik vid Ersta Sköndals högskola i Stockholm (kantorsexamen 2006). Under 1990-talet grundade han Gotlands Tonsättarskola, där han undervisade i kontrapunkt, fuga, gehör och analys fram till 2014. 2017 till 2020 var han lektor i gehör vid Norges Musikhögskola. 
Hans doktorsavhandling Counterpoint and Partimento: Methods of Teaching Composition in Late Eighteenth-Century Naples (Acta Universitatis Upsaliensis, Uppsala, 2015) har fått internationell uppmärksamhet. Avhandlingen belyser de praktiska undervisningsstrategierna som präglade de napolitanska konservatorierna under sena 1700-talet. Peter van Tour erhöll Hilding Rosenbergs stipendium för musikvetenskap av Kungliga Musikaliska Akademin år 2016 för denna avhandling.
Peter van Tour är sedan 2021 lektor i musikalisk gestaltning vid Musikhögskolan i Örebro.